# Parafia Najświętszego Serca Pana Jezusa w Rzekuniu
Parafia pw. Najświętszego Serca Jezusowego w Rzekuniu – parafia należąca do dekanatu Rzekuń, diecezji łomżyńskiej, metropolii białostockiej.

## Historia
Została utworzona w roku 1413, dzięki staraniom trzech braci, Pawła – kanonika płockiego, Wojciecha – kanonika warszawskiego oraz rycerza Jana, wywodzących się ze wsi Rzekunie. Dokładną datę powstania parafii możemy podać – jest to dzień 3 lutego 1413 roku, problem natomiast stanowi jednoznaczne stwierdzenie kiedy powstał i jak wyglądał pierwszy kościół tejże parafii. Prawdopodobnie w tym samym roku co erygowano parafię wybudowano również pierwszą drewnianą świątynię, który pokryty zapewne został słomą, a dopiero w następnym wieku zmieniono pokrycie na gont.
Pierwszy kościół parafialny służył wiernym przez trzy wieki, po których zaczął popadać w ruinę i koniecznością stała się budowa nowej świątyni. Kłopotliwym jest podanie pewnej daty jej powstania. Podawany jest koniec wieku XVII, początek XVIII wieku lub rok 1749. Pewnym natomiast jest, że kościół ten nie stał długo, ponieważ w 1778 roku spłonął wraz z plebanią. 
Źródła podają, że w tym czasie, a dokładnie w roku 1775 do parafii w Rzekuniu należały następujące miejscowości: Borawe, Dzbenin, Goworki, Janochy, Kaczyno, Kamianka, Korczaki, Laskowiec, Ławy, Nowa Wieś Kujawy, Ołdaki, Pomian, Przytuły, Rzekuń, Susk, Kaczyny-Wypychy, Tobolice i Zabiele.

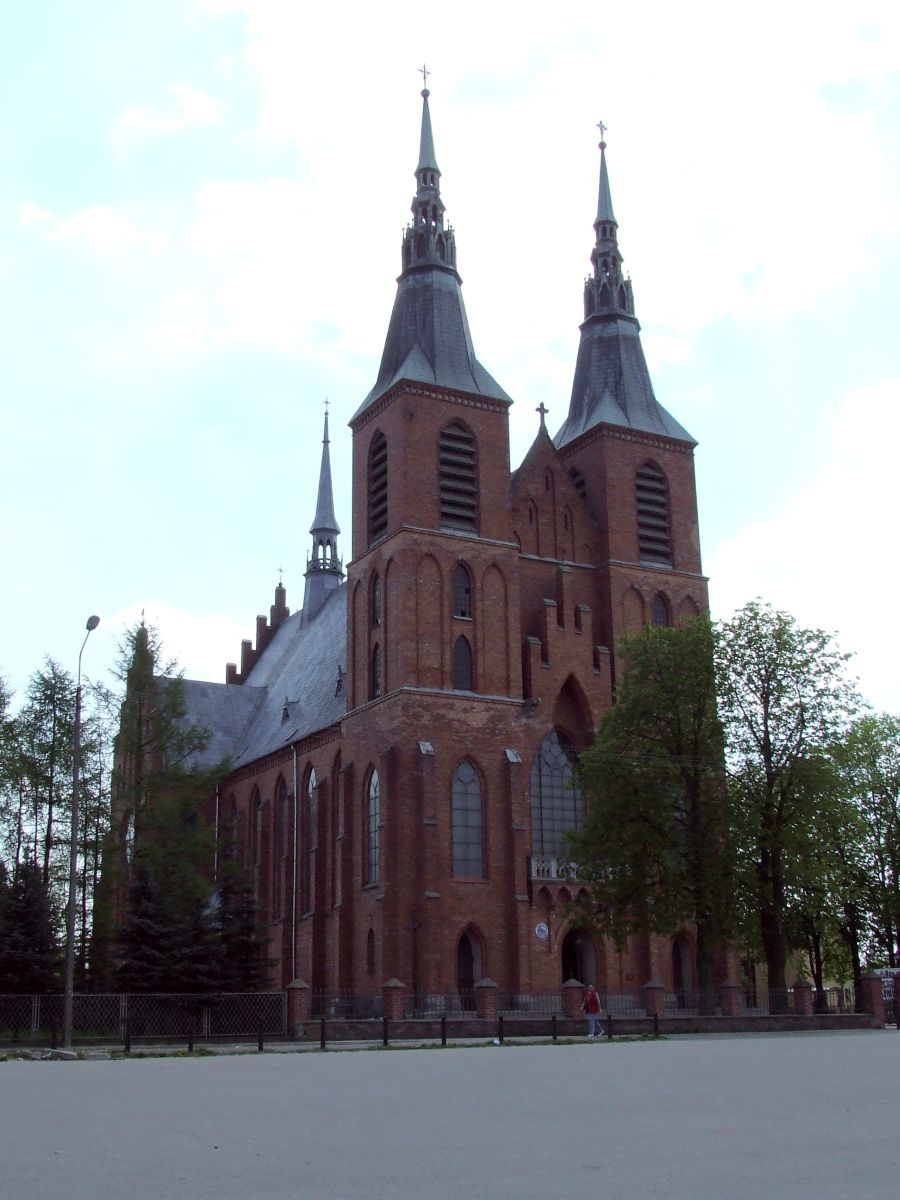
Świątynia od strony frontalnej-widok współczesny

Trzy lata po pożarze, więc w roku 1781, zbudowany został trzeci już kościół parafialny. Była to budowla z drzewa, może nie imponująca ale jak na owe czasy duża – zaznaczają dokumenty. Świątynia ta służyła wiernym za miejsce modlitwy do 1921 roku.
Ważnym miejscem w parafii jest cmentarz, który w Rzekuniu przez prawie 450 lat znajdował się wokół kościoła. Jednak wzrastająca liczba parafian sprawiła, że na tym cmentarzu zaczęło brakować miejsca na pochówek. W tej sytuacji ks. proboszcz Michał Nowek rozpoczął starania o utworzenie nowego cmentarza. W sierpniu 1848 roku otrzymał zgodę władz kościelnych na jego założenie, a w 1851 roku cmentarz już był wykonany i urządzony oraz ogrodzony murem kamiennym. Natomiast w 1857 roku poświęcona została kaplica cmentarna. Cmentarz ten powiększano dwukrotnie: pierwszy raz w 1953 i drugi raz w 1978 roku.
W 1906 roku ks. proboszcz Stanisław Żebrowski rozpoczął przygotowania do budowy nowego, murowanego kościoła. Niestety bardzo burzliwe czasy jakie niebawem nadeszły nie pozwoliły na szybkie ukończenie budowy. Pierwszy etap wznoszenia nowego kościoła to lata 1907–1914. Wtedy to wykonano mury świątyni i przykryto ją dachem. Kościół zbudowany został z cegły w stylu neogotyckim, dwuwiekowy, trójnawowy. Prace wykończeniowe były kontynuowane dopiero po I wojnie światowej. Zakończenie prac przy świątyni nastąpiło w latach 1920–1921. Jednak prace nad upiększeniem i wyposażeniem nowego kościoła zajęły jeszcze wiele lat działalności nowego proboszcza ks. Stanisława Sulińskiego przybyłego do parafii w 1920 roku.

## Obszar parafii

### Miejscowości i ulice
W granicach parafii znajdują się miejscowości:

- Rzekuń,
- Czarnowiec,
- Daniszewo,
- Drwęcz,
- Goworki,
- Janochy,
- Korczaki,
- Susk Nowy,
- Susk Stary,
- Tobolice

oraz ulice w Ostrołęce:  

- Daleka,
- Goworowska,
- Jedności,
- Kolejowa,
- Odległa,
- Patriotów,
- J. Słowackiego,
- Skrajna,
- Wiejska,
- Ziemska,
- S. Żeromskiego.

## Duszpasterze

### Proboszczowie
- ks. Stanisław Suliński (1920–1950)
- ks. Henryk Kulbat (1950–1956)
- ks. Antoni Puchalski (1956–1964)
- ks. Marian Skłodowski (1964–1981)
- ks. Piotr Łada (1981–2004)
- ks. Jan Mrowca (2004–2021)
- ks. Krzysztof Górski (od 2021)